# گریس وانگ
گریس وانگ (انگلیسی: Grace Wong؛ زادهٔ ۵ مهٔ ۱۹۸۶) یک مجری تلویزیون، خواننده و هنرپیشه اهل هنگ کنگ است.